# UL-39 Albi
UL-39 Albi je český projekt světově unikátního ultralehkého dvoumístného letadla, postavený podle předlohy proudového cvičného letounu L-39 Albatros. Jde o jediný ultralight, u kterého motor nepohání vrtuli, ale dmychadlo. Vývojová verze letounu poprvé vzlétla 4. dubna 2016 na letišti v Českých Budějovicích.

## Vývoj
Letoun vyvíjí od roku 1999 Ústav letadlové techniky Fakulty strojní ČVUT. Na projektu pracovalo 200 lidí, do prvního zkušebního letu prvního prototypu na projektu odstátnicovalo 130 studentů magisterského studia a 5 studentů doktorského studia. Při výrobě prvního prototypu ČVUT spolupracovalo s firmou LA composite, která vyrobila uhlíkový kompozit, a s firmou JIHLAVAN airplanes, která letadlo finalizovala. Vývoj stál 60 milionů korun.

## Konstrukce
Letadlo je první české letadlo vyrobené z prepregů autoklávovou technologií. Uhlíkový laminát je vytvrzen za vyšších teplot a tlaků v peci. Tato konstrukce je obdobná konstrukci velkých dopravních letadel a umožňuje minimalizovat hmotnost a maximalizovat pevnost.

## Pohon
Letadlo má ventilátorový pohon využívající principů objevených v roce 1892 českým leteckým průkopníkem Gustavem Victorem Fingerem, který je zajištěn ventilátorovým stupněm poháněným pístovým motorem a uzavřeným do proudovodu v trupu letadla. Ventilátorový stupeň má vrtuli s 13 listy a dmychadlo. Jedna lopatka měří 200 mm a váží cca 100 g a odolává odstředivé síle až 3 t. V prvním prototypu byl použit pístový motor ze silniční motorky BMW o objemu 1000 cm³ a o výkonu 200 k. Ke vzletu používá tento prototyp otáčky 11 500 min−1, což odpovídá otáčkám na dmychadle 7600 min−1.

## Parametry letadla
Letadlo napodobuje vzhledem československý cvičný letoun Aero L-39 Albatros. Je dvoumístné a váží 320 kg, jako běžný ultralight ho tak smí pilotovat běžný sportovní letec. Ve vzduchu první prototyp vydrží asi 2 hodiny a dosáhne rychlosti až okolo 200 km/h. Do budoucna se plánuje maximální rychlost zvýšit až na 340 km/h. Stopu letadla není schopen zachytit radar, protože má schovanou vrtuli do trupu. Radar tak není schopen zachytit její odraz ani tepelnou stopu. V den prvního letu prvního prototypu se cena finální verze letadla plánovala okolo 5 milionů Kč.

## Testovací lety
První oficiální testovací let se odehrál 4. dubna 2016 zhruba v 8:25 hod na letišti v Českých Budějovicích. Zkušební pilot Radim Štěrba vzlétl z dráhy 27 a provedl let, který trval asi 20 minut.
Dne 3.6.2016 při testovacím letu měl prototyp UL-39 Albi technické potíže a havaroval. Pilot použil záchranný padákový systém a s letadlem nezraněn dopadl mezi stromy cca 1,5 km od letiště Planá. Za nehodou je podle jihočeské policie pravděpodobně závada při testování klapek.
Po opravách draku a úpravě vodorovné ocasní plochy byl prototyp v roce 2017 opět uveden do provozu. 

## Využití
Pro letadlo je plánováno využití v armádě pro nejzákladnější výcvik pilotů. Mimo to by mělo jít také o ultralight dostupný široké veřejnosti, který by měl být určen pro ty, kteří chtějí lépe vypadající i lépe létající stroj, než je klasický ultralight. Bude to sportovní stroj, který umožní zažít pocit letu v proudovém letadle. V plánu je i vylepšená verze. 

## UL-39 Albi II
Letoun UL-39 Albi II vychází z původní verze, má však jinou pohonnou jednotku a pozměněné parametry. V současné době zkouškami nutnými před prvním vzletem. Od první verze se liší přepracovanou pohonnou jednotkou s motorem Rotax a novou aerodynamikou trupu. Například hranatější vstupy vzduchu byly nahrazeny zaoblenými více připomínajícími plnohodnotný L-39 Albatros. Proti UL-39 Albi bude mít Albi II vyšší výkony. 

## Hlavní technické údaje
- Osádka: 2 (instruktor a žák)
- Rozpětí: 7,22 m[6]
- Délka: 7,49 m[6]
- Výška: 2,99 m[6]
- Nosná plocha: 8,5 m²
- Hmotnost prázdného letounu: 320 kg
- Vzletová hmotnost: 472 kg[6]
- Pohonná jednotka: 1× BMW S1000RR, 142 kW (194 PS)

### Výkony
- Maximální rychlost: 340 km/h plánovaná
- Cestovní rychlost: 200 km/h 1. zálet
- Maximalni rychlost (horizontalni) {\displaystyle v_{H}}: 270 km/h
- Pádová rychlost {\displaystyle v_{S0}}: 65 km/h
- Maximalni rychlost (dive) {\displaystyle v_{D}}: 340 km/h
- Maximalni rychlost (manevrovaci) {\displaystyle v_{A}}: 171 km/h
- Dostup:
- Dolet: 550 km